# Bylaugh
Bylaugh är en civil parish i Storbritannien.   Den ligger i grevskapet Norfolk och riksdelen England, i den sydöstra delen av landet, 160 km nordost om huvudstaden London. Bylaugh gränsar till Bawdeswell.